# Шуман, Ральф
Ральф Шуман (нем. Ralf Schumann род. 10 июня 1962 года) — немецкий стрелок, специализирующийся в стрельбе из скоростного пистолета. Трёхкратный олимпийский чемпион, четырёхкратный чемпион мира, семикратный чемпион Европы.

## Карьера
Ральф Шуман начал свою карьеру в 1977 году. Тогда же стал выступать в молодёжных сборных ГДР.
В 1986 году на чемпионате мира в Зуле Шуман завоевал свои первые медали чемпионата мира, дважды став бронзовым призёром как в личном, так и в командном первенствах.
На Олимпиаде в Сеуле спортсмен из ГДР занял второе место, уступив 2 балла только советскому спортсмену Афанасию Кузьмину, который установил олимпийский рекорд.
1990 году Шуман впервые стал чемпионом мира, выиграв личные соревнования на мировом первенстве в Москве.
На Олимпиаде в Барселоне главным соперником Шумана вновь стал Кузьмин. При этом оба соперника выступали не за те сборные, что четыре года назад: Шуман выступал за сборную объединённой Германии, а Кузьмин защищал цвета Латвии. В соревнованиях на этот раз точнее оказался немец, обновивший олимпийский рекорд и ставший олимпийским чемпионом. Кузьмин отстал на три балла и стал вторым.
На Олимпиаде 1996 года Шуман защитил звание олимпийского чемпиона, обновив олимпийские рекорды как в квалификации, так и в финальном раунде.
На Играх в Сиднее немец также был одним из фаворитов, но завоевать четвёртую подряд медаль он не смог. Лишь по дополнительным показателям пройдя квалификацию, он в финале стал только пятым, проиграв 1.3 балла ставшему третьим румынскому стрелку Юлиану Райча.
На пятой в карьере Олимпиаде немец вновь стал сильнейшим. После квалификации он располагался на третьей позиции, но в финальном раунде ему не было равных. Он набрал 694.9 балла и более чем на 2 балла опередил ближайшего преследователя Сергея Полякова.
В 2008 году, на Олимпиаде в Пекине Шуман вновь стал призёром, завоевав серебряную медаль. На своей седьмой Олимпиаде в Лондоне Шуман выступил неудачно. Он занял в квалификации 16-е место, впервые не пройдя в финальные соревнования.
Женат на Анке Фёлькер (род. 1959), участнице Олимпийских игр 1988, 1996 и 2000 годов в стрельбе из пистолета.